# Galileis faldlov
Galileis faldlov er en simpel model for det frie fald. Loven siger, at legemer udsat for tyngdekraften falder med samme konstante acceleration uafhængigt af massen. Denne lovmæssighed blev opdaget af Galileo Galilei og var i strid med Aristoteles' opfattelse. Kasteparablen følger af faldloven, og loven selv kan udledes fra den newtonske gravitation.
Loven gælder over korte afstande, såsom på Jordens overflade, og så længe andre kræfter, såsom luftmodstand, ikke påvirker legemet.

## Loven
Matematisk kan accelerationen {\displaystyle a} skrives som
{\displaystyle a=-g}
hvor {\displaystyle g} er den konstante tyngdeacceleration, og minustegnet angiver, at legemet accelereres nedad. Hvis {\displaystyle y} er højden, kan loven også skrives som:
{\displaystyle {\frac {\mathrm {d} ^{2}y}{\mathrm {d} t^{2}}}=-g}
da den anden afledte til positionen er accelerationen. Her er {\displaystyle t} tiden. Ved at integrere på begge sider findes hastigheden {\displaystyle v}:
{\displaystyle {\begin{aligned}v&={\frac {\mathrm {d} y}{\mathrm {d} t}}=\int -g{\text{ }}\mathrm {d} t\\v&=v_{0}-gt\end{aligned}}}
hvor {\displaystyle v_{0}} er legemets startfart i {\displaystyle y}-retningen. Ved endnu en integration opnås positionen:
{\displaystyle {\begin{aligned}y(t)&=\int (v_{0}-gt)\mathrm {d} t\\y(t)&=y_{0}+v_{0}t-{\frac {1}{2}}gt^{2}\end{aligned}}}
hvor {\displaystyle y_{0}} er legemets startposition. Hvis et legeme starter ved højden {\displaystyle h} uden startfart, tager det tiden {\displaystyle t_{f}} at falde ned. Faldhøjden er da givet ved:
{\displaystyle {\begin{aligned}0&=y(t_{f})=h-{\frac {1}{2}}gt_{f}^{2}\\h&={\frac {1}{2}}gt_{f}^{2}\end{aligned}}}
mens faldtiden er: 
{\displaystyle t_{f}={\sqrt {\frac {2h}{g}}}}
Hvis et objekts højde firdobles, tager det pga. accelerationen kun dobbelt så lang tid at falde ned.

## Udledning
Loven kan findes ved at kombinere Newtons tyngdekraft:
{\displaystyle F=-{\frac {GMm}{r^{2}}}}
med Newtons anden lov:
{\displaystyle F=ma}
hvor
- {\displaystyle F} er kraften.
- {\displaystyle M} er det ene legemes masse.
- {\displaystyle m} er det andet legemes masse.
- {\displaystyle r} er afstanden mellem de to legemer.
- {\displaystyle G} er den universelle gravitationskonstant.

Det antages i udledningen, at {\displaystyle M} er en meget større masse, såsom en planet eller måne, og derfor er stillestående. Massen {\displaystyle m} er derimod en mindre masse, fx en bold, og altså det faldende legemes masse. Når de to udtryk kombineres, ses det, at:
{\displaystyle a=-{\frac {GM}{r^{2}}}}
For små afstande, dvs. når {\displaystyle r} ændrer sig meget lidt, er accelerationen approksimativt konstant og uafhængig af det faldende legemes masse. Tyngdeaccelerationen er altså givet ved:
{\displaystyle g={\frac {GM}{r^{2}}}}
Ved Jordens overflade står {\displaystyle r} for Jordens radius.